# Rannaküla (Elva)
Rannaküla est une localité de la commune d'Elva, en Estonie.
Au 31 décembre 2011, il compte 45 habitants.